# تشيلسي هاردن
تشيلسي كيلاني هاردين (بالإنجليزية: Chelsea Hardin)‏ (من مواليد 5 سبتمبر 1991) متحدثة عامة أمريكية، عارضة أزياء، وحاملة لقب ملكة جمال بعدما توجت بمسابقة ملكة جمال هاواي الولايات المتحدة الأمريكية 2016. وحلت في مركز الوصيفة الأولى لملكة جمال الولايات المتحدة الأمريكية 2016 ديشونا باربر من مقاطعة كولومبيا.

## نشأتها
ولدت تشيلسي هاردين في 5 سبتمبر 1991 في هونولولو، هاواي. هي من أصول هاواي الأصلية والصينية والفلبينية والبرتغالية والإسبانية والهولندية والأيرلندية والإنجليزية والفرنسية والاسكندنافية. عمل والدها كيفن هاردين طيارًا في خطوط هاواي الجوية ، بينما تعمل والدتها كريستين ميتشل وكيلة عقارات. التحق هاردين بمدرسة إيولاني ولاحقًا بجامعة ولاية كاليفورنيا للفنون التطبيقية في سان لويس أوبيسبو ، كاليفورنيا. عندما كانت طالبة جامعية ، لعبت الكرة الطائرة النسائية الرابطة الوطنية لألعاب القوى الجماعية القسم الأول.

## روابط خارجية
- تشيلسي هاردن على إنستغرام

| الجوائز و الإنجازات | الجوائز و الإنجازات                                      | الجوائز و الإنجازات |
| ------------------- | -------------------------------------------------------- | ------------------- |
| سبقه Emma Wo        | ملكة جمال هاواي الولايات المتحدة الأمريكية 2016          | تبعه Julie Kuo      |
| سبقه Ylianna Guerra | ملكة جمال الولايات المتحدة الأمريكية الوصيفة الأولى 2016 | تبعه Chavvi Verg    |